# 人民政协报
《人民政协报》是中国人民政治协商会议全国委员会的机关报，是中国人民政治协商会议全国委员会主办主管的全国性的统一战线报纸。人民政协报社是全国政协办公厅直属事业单位。

## 简介
1982年3月20日，在全国政协副秘书长、学委会副主任聂真主持下，全国政协学委会办公室起草了《关于创办〈政协导报〉的意见》，《政协导报》是最初提出的报名之一，另有《人民政协报》、《人民论坛报》、《民主协商报》等。4月9日，全国政协学委会办公室邀请政协会刊编委会委员以及各民主党派宣传部门负责人座谈。4月14日，全国政协机关党组邀请各民主党派报刊负责人座谈。在这两次座谈会的基础上，确定报名为《人民政协报》。9月16日，全国政协机关党组向中共中央统战部、中共中央书记处提出《关于创办〈人民政协报〉的请求报告》。11月9日，《人民政协报》试刊号第一期出版。随后又出版第二期试刊，内部发行。11月24日，全国政协五届五次会议在《政协常委会工作报告》中宣布创办《人民政协报》的决定。12月18日，中共中央办公厅对请示报告答复称：“全国政协机关党组关于创办《人民政协报》的请示，已经中央书记处批准。”并称“《人民政协报》主要任务是坚持四项基本原则，执行党的统一战线政策，努力把报纸办好”。
1983年1月10日，全国政协机关党组提出关于出版《人民政协报》的几点意见。1月12日，全国政协机关党组就出版该报的问题向中共中央宣传部、中共中央统战部提出报告。3月9日，全国政协秘书长彭友今、副秘书长孙起孟致信全国政协主席邓小平，请他题写报名。
1983年4月6日，《人民政协报》创刊。对开四版，每周三出版一期，首期发行量3.5万多份。报名由邓小平题写，党和国家领导人以及全国政协领导陆定一、许德珩、胡厥文、史良、王昆仑、胡愈之等为创刊题贺词。按照中共中央“《人民政协报》成立党组”的指示，该报成立了由萨空了、徐盈、徐亦安组成的党组，接受全国政协机关党组领导。报社还成立了萨空了、徐盈、王揖、余焕春、沈求我、叶笃义、虞效忠、黄森、徐亦安、张西洛组成的编辑委员会。总编辑萨空了，副总编辑徐亦安、张西洛。
1997年1月1日，该报由周三刊改为周六刊，成为日报。全国政协副主席何鲁丽致信祝改日报成功。叶选平、杨汝岱、王兆国、钱伟长、孙孚凌为改日报题词祝贺。1999年1月1日，由周六刊改为周七刊。2000年1月1日，版面调整为周一至周五对开八版，周六对开四版。
2000年2月25日，该报发布《人民政协报》可上网阅读的消息，在全国政协网页上新增了《人民政协报》栏目。2014年3月1日，经全新改版的人民政协网正式上线运行。人民政协网是全国政协主管主办的新媒体，由人民政协报社全资子公司——人民政协报网络有限公司负责运营。
2002年9月20日，总建筑面积2万平方米的人民政协报大厦在西八里庄路69号落成，全国政协副主席宋健、陈锦华、张克辉，秘书长郑万通出席竣工典礼并剪彩。2003年1月16日，全国政协主席李瑞环到报社看望全体员工。2004年起，该报扩版出彩报。2005年12月30日，人民政协报社社委会成立并举行第一次会议。
《人民政协报》坚持“立足统战，面向社会”的方针，为各级政协组织履行职能及政协委员参政议政服务。
2013年4月3日，中共中央政治局常委、全国政协主席俞正声到人民政协报社调研，提出“把《人民政协报》办成一份委员想看、爱看，开卷有益的大报”。

## 历任领导
| 社长 - 金瑞英（1989年9月30日—1994年） …… - 卢昌华（？—2005年） - 刘小宁（2005年7月22日—？） - 邬旦生（？—2010年3月） - 赵珩（2010年3月16日—？） - 李红梅（？—2015年） - 王相伟（2018年—） 副社长 - 姚平定（？—？） - 关东升（？—？） - 邵焱（1992年2月13日—？） …… - 刘小宁（？—2005年7月22日） - 赵东胜（？—？） - 刘颖冰（？—？） - 王相伟（？—？） - 许水涛（？—） | 总编辑 - 萨空了（1983年4月—1985年3月） - 王禹时（1985年3月18日—1989年2月） - 金瑞英（1989年9月30日—1994年，社长兼） - 卞晋平（1994年—1995年） …… - 邬旦生（？—？） - 刘未鸣（？—2014年） - 周北川（2014年6月—） 副总编辑 - 徐亦安（1983年4月—1985年） - 张西洛（1983年4月—1989年2月） - 石肖岩（1985年3月18日—？） - 杜亚利（1985年3月18日—？） - 金瑞英（1989年2月14日—9月30日，负责全面工作） - 汪东林（1989年2月14日—？） - 刘春声（？—？） - 胡太春（？—？） - 邬旦生（？—？） …… - 刘未鸣（？—？） - 张欣欣（？—？） - 肖勇（2007年5月10日—？） - 张宝川（？—） - 章建潮（？—？） - 原哲（？—？） | 党组书记 …… - 邬旦生（2005年7月22日—？，总编辑兼；？—2010年3月，社长兼） - 刘未鸣（2010年3月—2014年，总编辑兼） - 周北川（2014年6月—，总编辑兼） 党组副书记 …… - 刘小宁（2005年7月22日—？，社长兼） - 李红梅（？—？，社长兼） - 张宝川（？—，副总编辑兼） |